# Depósito de minerales (Huelva)
El depósito de minerales, conocido coloquialmente como el «Polvorín»,  fue una instalación industrial que existió en el municipio español de Huelva.

## Historia
Perteneciente al ferrocarril de Riotinto, las instalaciones fueron construidas en 1876 por la Rio Tinto Company Limited (RTC) para el almacenaje de los minerales extraídos de las minas de Riotinto. El «Polvorín» se encontraba situado a 1,6 kilómetros de la estación que la compañía tenía en Huelva. La producción de las minas de Riotinto fue en aumento con el paso de los años, por lo que la RTC resolvió aumentar la capacidad de las instalaciones hasta 110.000 toneladas de minerales —lo que suponía el doble del tamaño original—. El depósito se mantuvo en servicio al menos hasta 1974, cuando se clausuró el tramo Huelva-Las Mallas del ferrocarril de Riotinto. En la actualidad las instalaciones se encuentran semi-desmanteladas.